# Kompung Svay
Kompung Svay es uno de los ocho distritos que forman la provincia camboyana de Kompung Thom, con una población estimada en marzo de 2008 de 89 206 habitantes. Está dividido en las siguientes  comunas (khum), que se muestran asimismo con población estimada de 2008:
- Chey 4,775
- Damrei Slab 3,484
- Kampong Kou 6,322
- Kampong Svay 12,817
- Kdei Doung 5,033
- Ni Pechr 3,629
- Phat Sanday 5,864
- Prey Kuy 4,591
- San Kor 13,784
- Tbaeng 12,498
- Trapeang Ruessei 16,409[1]